# Moscheea Badshahi
Moscheea Badshahi (în limba urdu: بادشاہی مسجد‎, Moscheea Imperială) este o moschee din orașul Lahore, Pakistan. Aceasta este cea mai mare moschee din oraș și a doua cea mai mare din țară, după Moscheea Faisal din Islamabad.

## Istorie
Moscheea Badshahi a fost construită între anii 1671-1673, de către sultanul mogul, Aurangzeb (1658-1707). Proiectul ridicării mărețului edificiu i-a fost dat spre supraveghere lui Fidai Khan Koka, maestrul de rânduială al lui Aurangzeb.
La 7 iulie 1799, armata sikhistă din Sukerchakia, condusă de Ranjit Singh a cucerit orașul Lahore. Imediat după capturarea orașului, moscheea a fost profanată de către Ranjit Singh ce a folosit interiorul drept magazie pentru armament, iar curtea drept grajd pentru cai. El a folosit Hazuri Bagh, grădina de lângă aceasta, drept sală de audiență, în anul 1818 construind aici un edificiu din marmură.
În anul 1841, în timpul Primului Război Anglo-Sikh, fiul lui Ranjit Singh, Sher Singh, a folosit minaretele marii moschei pentru a plasa în ele zamburahs, un tip de tunuri de mici dimensiuni. Acesta le-a folosit pentru a-i bombarda pe susținătorii lui Chand Kaur, refugiați în Fortul Lahore, fără a provoca însă daune majore. În timpul bombardamentelor, Diwan-e-Aam (Sala de audiență) construită de Ranjit Singh a fost distrusă, fiind reconstruită mai târziu de britanici, nereușind însă să o readucă la forma inițială. În acest timp, Henri De la Rouche, un ofițer francez angajat în armata lui Sher Singh a reușit să treacă printr-un tunel ce leagă Moscheea Badshahi de Fortul Lahore și să fure provizii de praf de pușcă.
După ocupația britanică, moscheea și fortul învecinat au continuat să fie folosite drept garnizoane militare. Cu toate acestea, din cauza creșterii populației musulmane și a ostilității tot mai accentuate împotriva stăpânirii britanice, aceștia din urmă au decis în anul 1852 să creeze Autoritatea Moscheii Badshahi cu scopul de a se ocupa de reabilitarea locașului de cult. Lucrările de reabilitare au luat amploare în anul 1939, când Sikandar Hayat Khan și-a asumat sarcina de a strânge fonduri în acest scop. Reparațiile au continuat până în anul 1960 sub conducerea arhitectului  Nawab Zen Yar Jang Bahadur și au costat în total aproximativ 4,8 milioane de rupii.
Pe data de 22 februarie 1974, cu ocazia Celui De-al Doilea Summit Islamic ținut la Lahore, treizeci și nouă de șefi de stat musulmani au participat la rugăciunea de vineri în Moscheea Badshahi cum ar fi liderul palestinian Yasser Arafat, Muammar al-Gaddafi, președintele Libiei și regele Faisal al Arabiei Saudite. În anul 2000, în cadrul lucrărilor de restaurare marmura din sala de rugăciune a fost reparată, iar în anul 2008 a fost înlocuită gresia roșie din curtea locașului, dând aspectul original al moscheii.

## Arhitectură
Conform caligrafiei așezate deasupra porții de la intrare numele complet al moscheii este Masjid Abul Zafar Muhy-ud-Din Mohammad Alamgir Badshah Ghazi, dar este cunoscută sub numele de Badshahi însemnând Moscheea Imperială sau Moschee Împăratului. Planul arhitectural al moscheii este similar cu cel al Moscheii Jama din Delhi, India, construită de către Shah Jahan, tatăl lui Aurangzeb. Cu toate acestea, Badshahi are o dimensiune mult mai mare.
Minaretele sunt în număr de 8 și au o înălțime aproximativă de 56-60 de metri. Camera de rugăciune este împărțită în alte șapte camere prin niște coloane gravate. Edificiul are și trei cupole, una principală și două secundare, caracteristice artei mogule. De asemenea, interiorul este împodobit cu pietre prețioase și cu un design floral. În cea ce privește capacitatea moscheii, Badashahi poate găzdui în acelaș timp la rugăciune în curte și în interior aproximativ 100.000 de persoane.

## Galerie de imagini

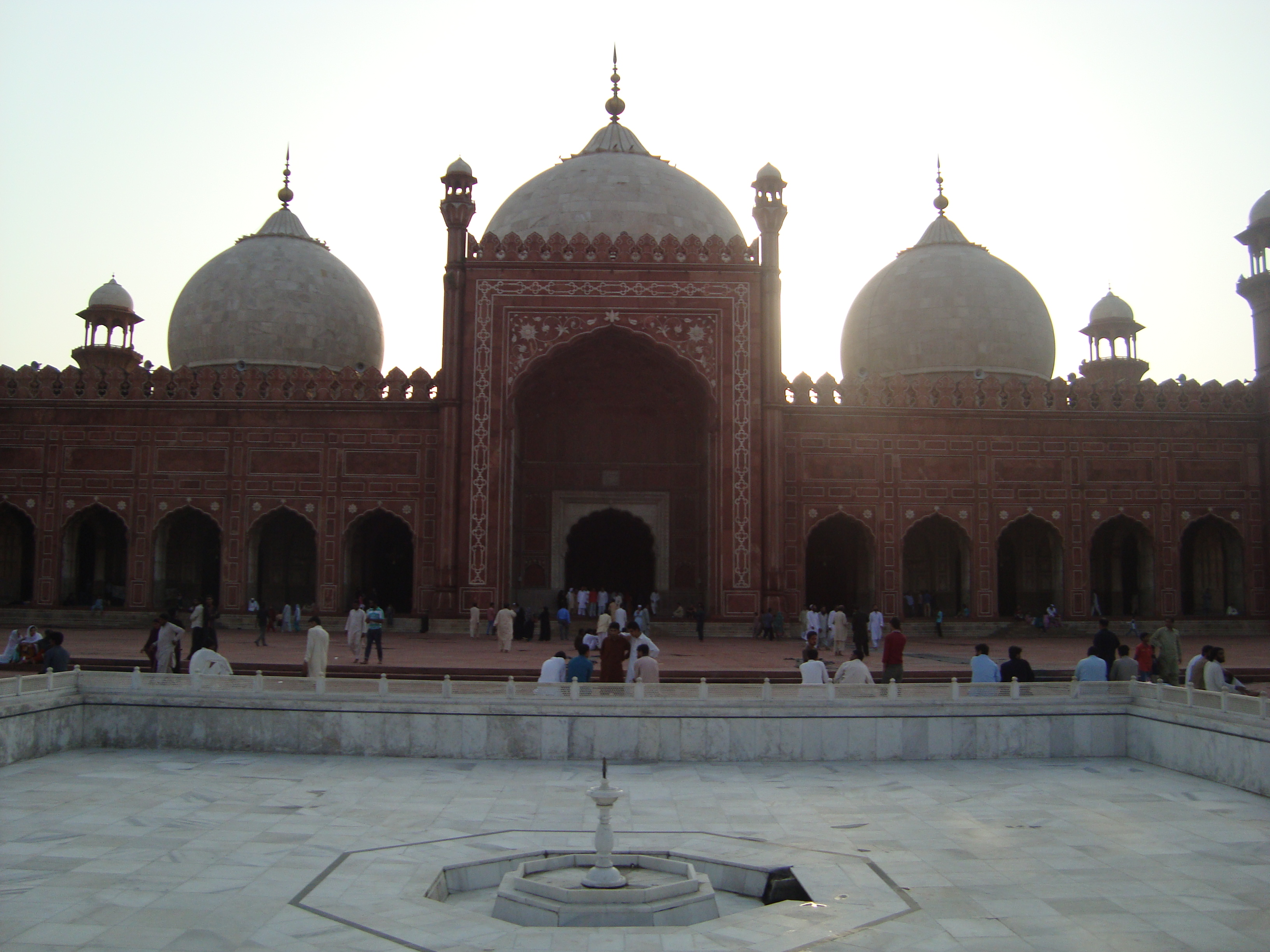
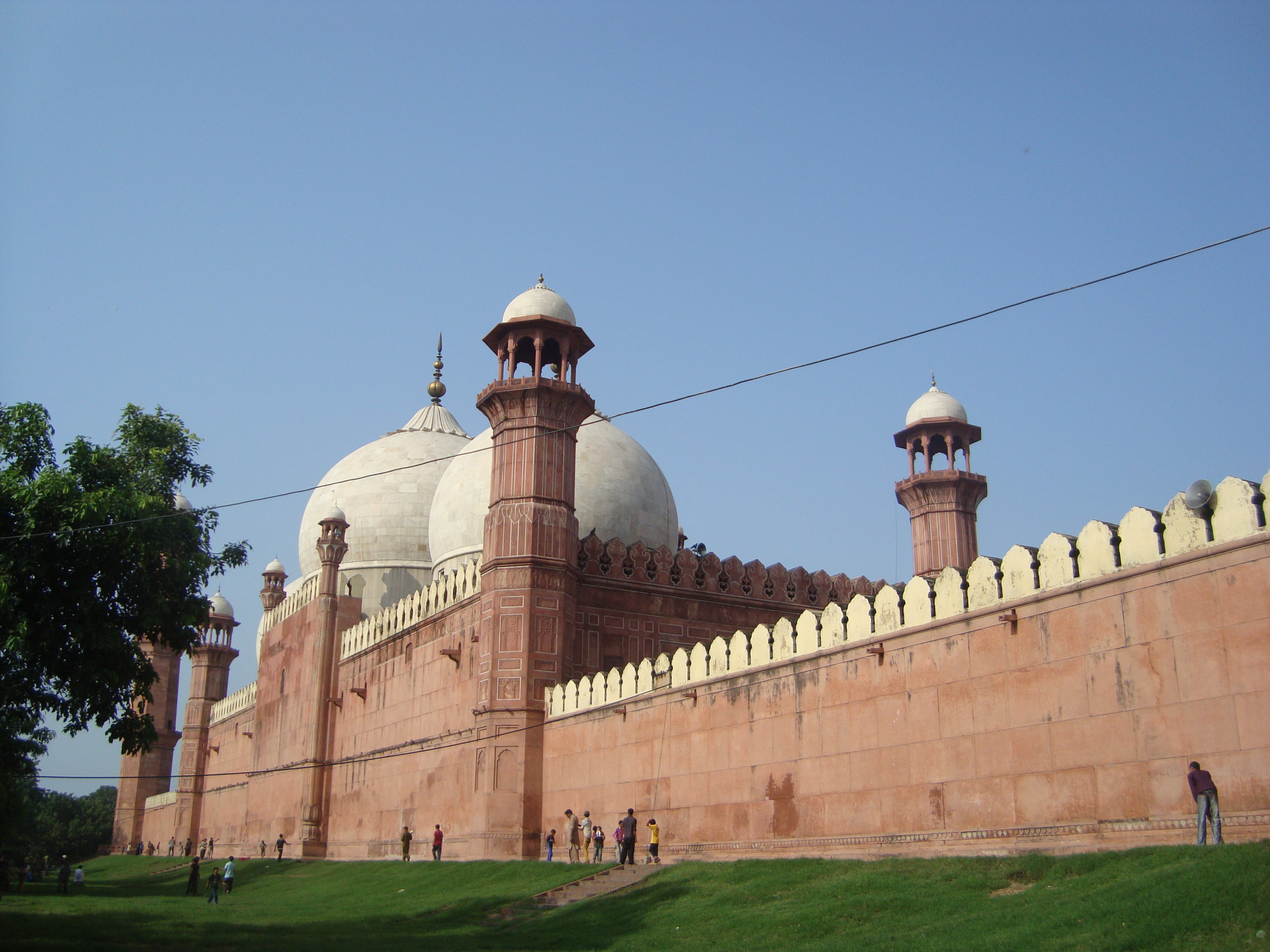
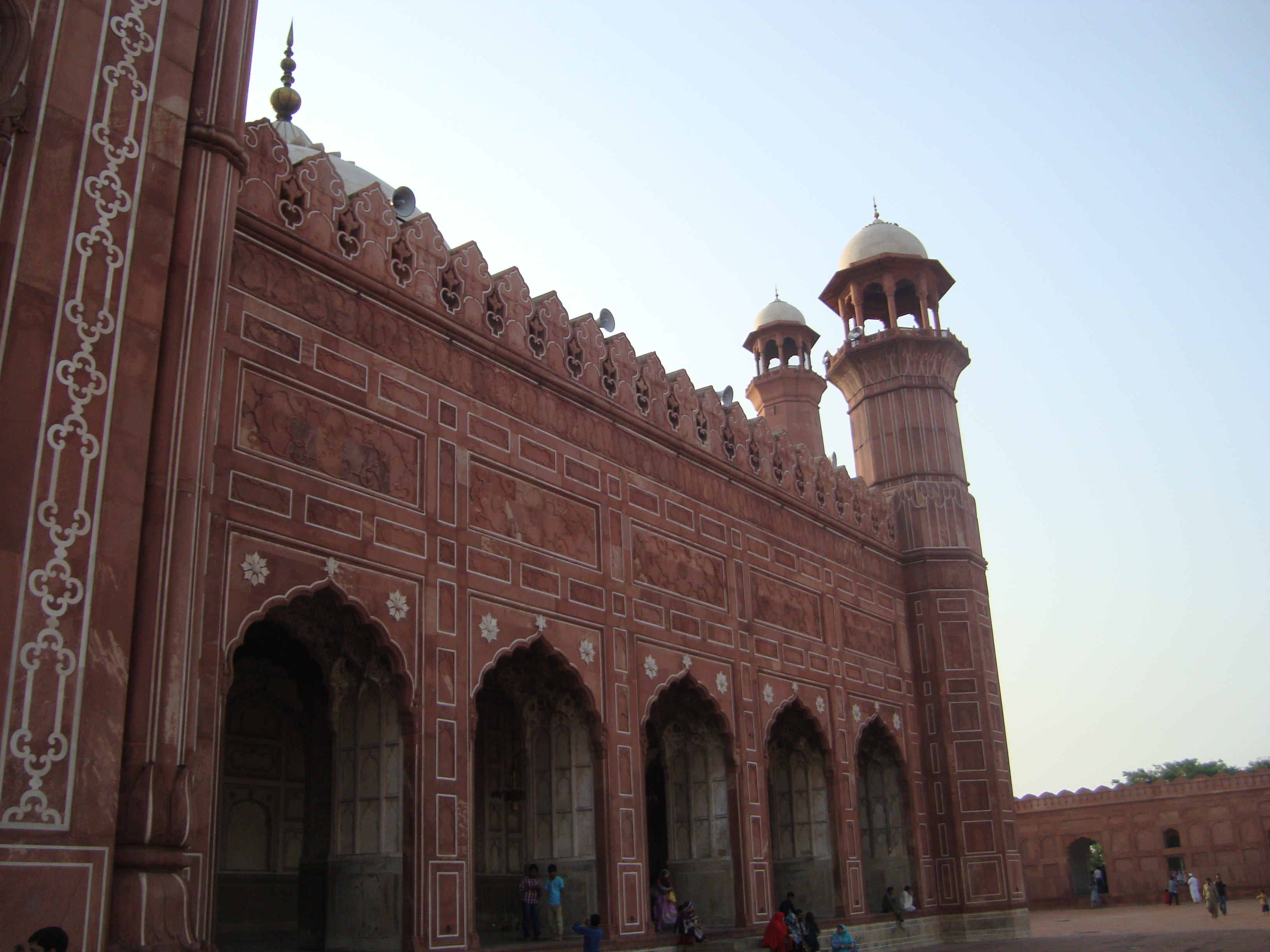
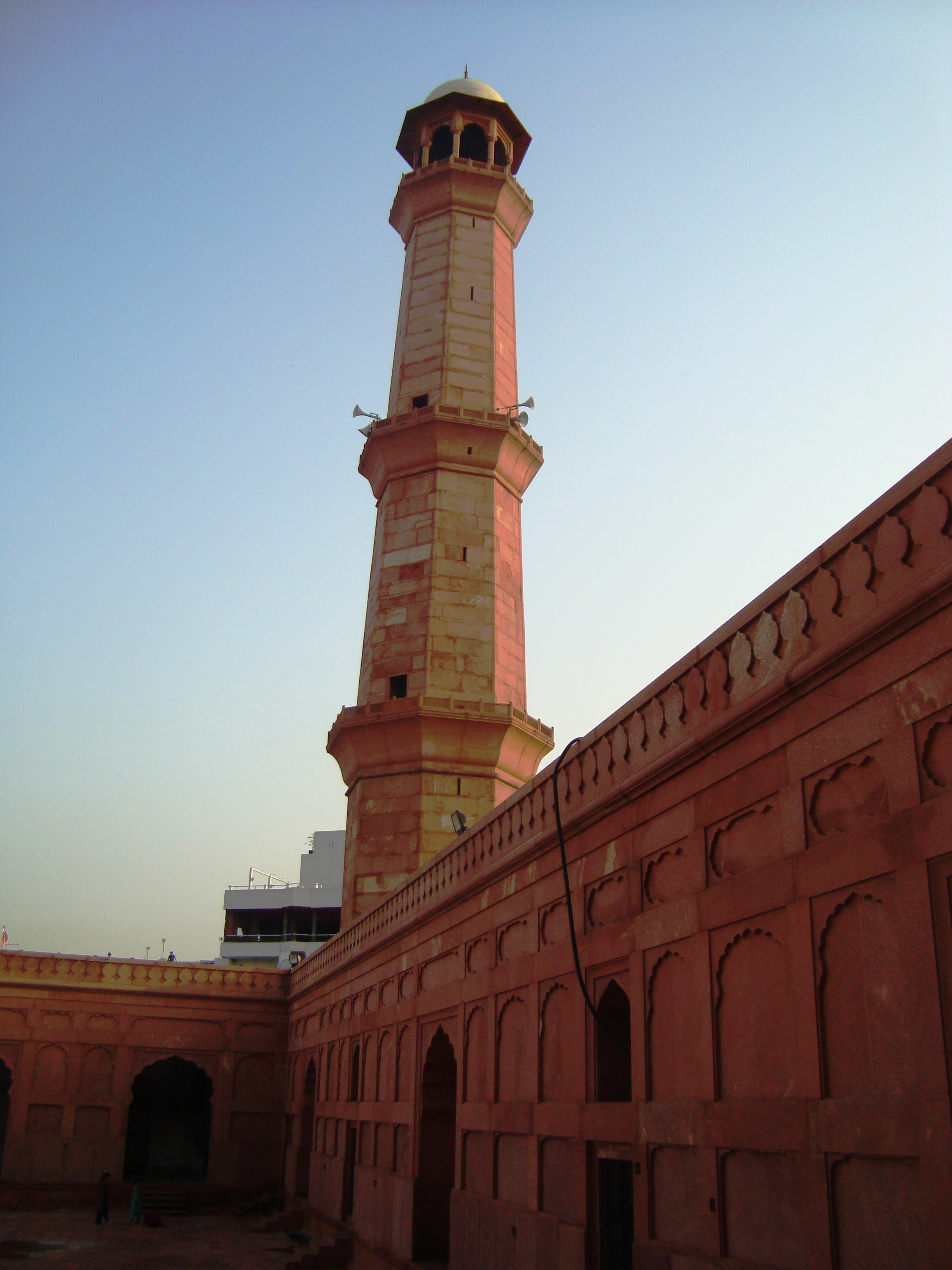
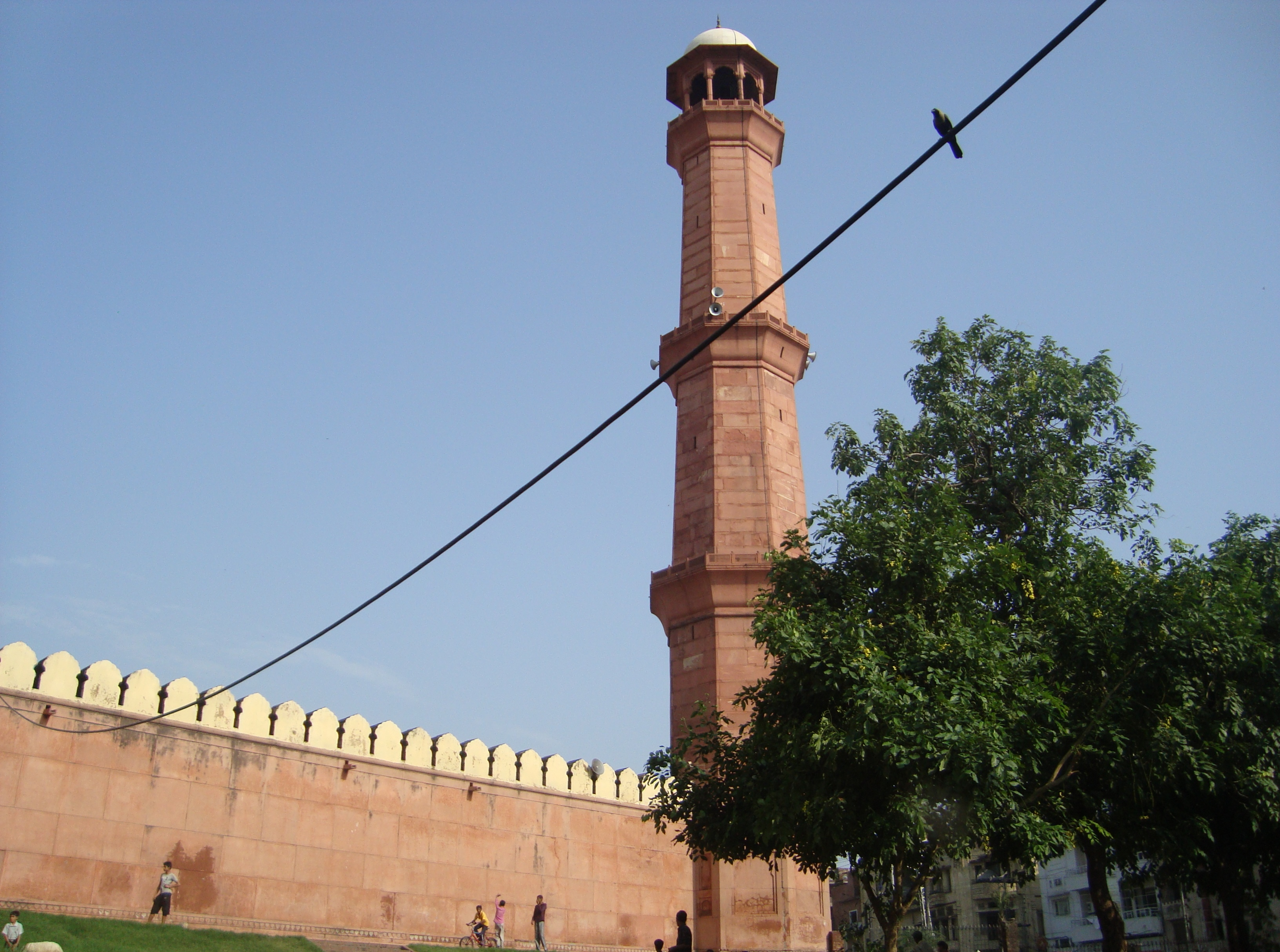
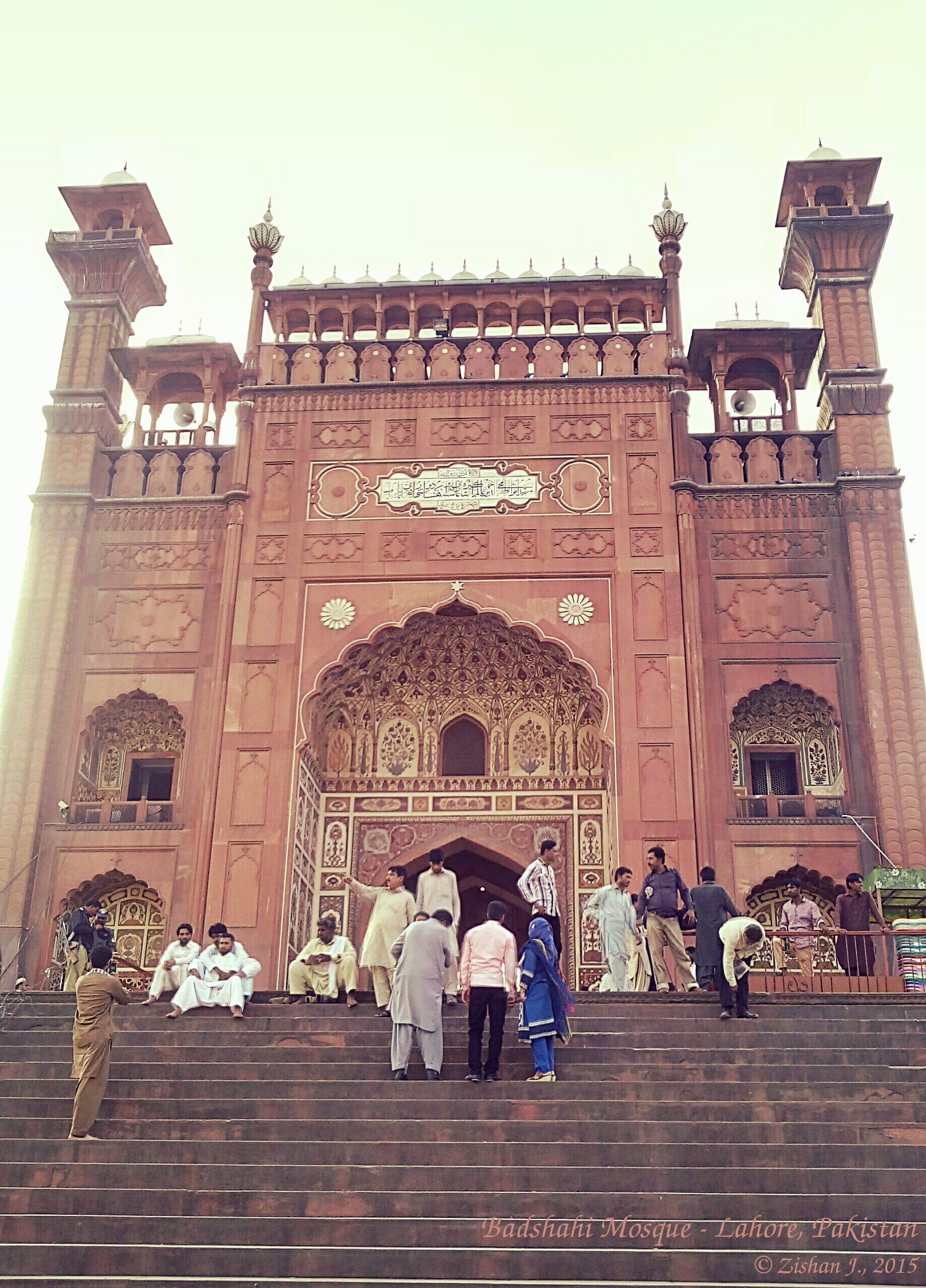
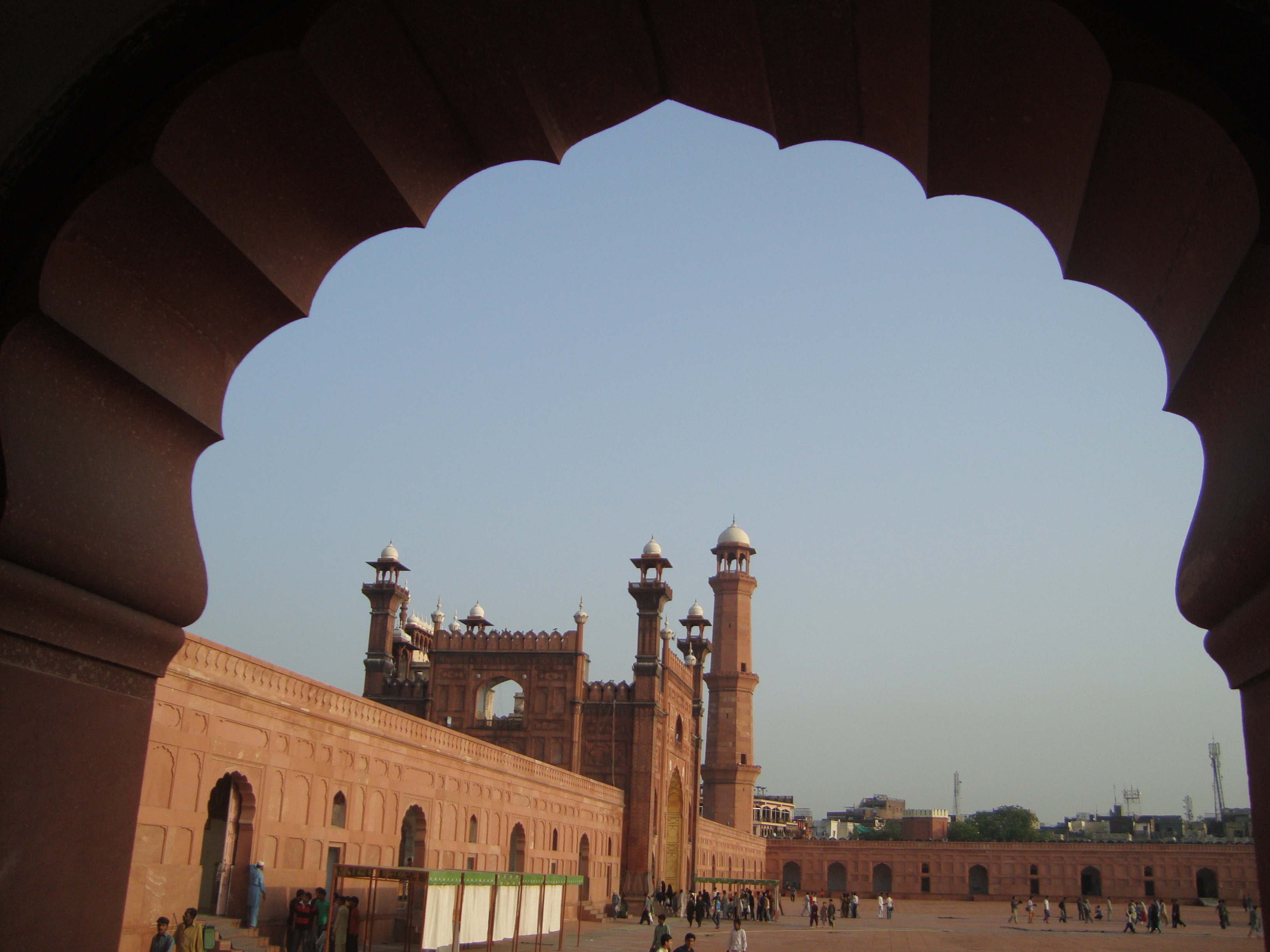